# Astragalus amatus
Astragalus amatus är en ärtväxtart som beskrevs av Dominique Clos. Astragalus amatus ingår i släktet vedlar, och familjen ärtväxter. Inga underarter finns listade i Catalogue of Life.